# Робертсон, Сэнди (футболист, 1878)
Алекса́ндер Ро́бертсон (англ. Alexander Robertson), более известный как Сэ́нди Ро́бертсон (англ. Sandy Robertson) — шотландский футболист, выступавший на позиции нападающего.

## Футбольная карьера
Родился в Данди. Играл за местные клубы «Данди Вайолет» и «Данди». В мае 1900 года перешёл в английский «Мидлсбро». В сезоне 1901/02 помог команде занять второе место во Втором дивизионе и выйти в высший дивизион. В мае 1903 года стал игроком «Манчестер Юнайтед». В начале сезона 1903/04 игроки «Манчестер Юнайтед» собрались на специальную тренировку в Литем Сент-Энз. Сэнди Робертсон вместе со своим приятелем и однофамильцем Томми Робертсоном явились в отель, где остановилась команда, в состоянии сильного алкогольного опьянения. После этого клуб отстранил обоих игроков от матчей; Сэнди в итоге восстановили в команде, а вот контракт с Томми клуб решил расторгнуть.
Его дебют в основном составе «Юнайтед» состоялся 5 сентября 1903 года в матче Второго дивизиона против «Бристоль Сити» на стадионе «Бэнк Стрит» (в том матче за «Юнайтед» дебютировало сразу трое игроков с фамилией Робертсон: Сэнди, Алекс и Томми). В общей сложности провёл за клуб 35 матча и забил 9 голов. В мае 1907 года перешёл в «Брэдфорд Парк Авеню».